# Landless People's Movement (Namibia)
Il Landless People's Movement (LPM) è un partito politico namibiano.
Il partito è guidato da Bernadus Swartbooi, ex vice-ministro ed ex membro dello SWAPO. Vice leader del partito è Henny Seibeb.
Fa parte dell'Internazionale Progressista.

## Risultati elettorali

### Presidenziali
| Elezione           | Candidato          | Voti   | %    | Esito         |
| ------------------ | ------------------ | ------ | ---- | ------------- |
| Presidenziali 2019 | Bernadus Swartbooi | 22.542 | 2,73 | ❌ Non eletto |
| Presidenziali 2024 | Bernadus Swartbooi | 51.160 | 4,65 | ❌ Non eletto |

### Parlamentari
| Elezione          | Voti   | %    | Seggi   |
| ----------------- | ------ | ---- | ------- |
| Parlamentari 2019 | 38.956 | 4,75 | 4 / 104 |
| Parlamentari 2024 | 56.971 | 5,21 | 5 / 96  |